# Кальмар (аеропорт)
Аеропорт Кальмар (IATA: KLR, ICAO: ESMQ) (швед. Kalmar flygplats) — аеропорт на південному сході Швеції, розташований за 5 км на захід від центру міста Кальмар. Належить і управляється муніципалітетом Кальмара.

## Авіалінії та напрямки, серпень 2022
| Авіакомпанія                    | Пункт призначення                               |
| ------------------------------- | ----------------------------------------------- |
| Aegean Airlines                 | Сезонний чартер: Ханья                          |
| Air Dolomiti                    | Франкфурт                                       |
| BRA Braathens Regional Airlines | Стокгольм–Бромма                                |
| Scandinavian Airlines           | Стокгольм–Арланда Сезонний чартер: Гран-Канарія |
| Sunclass Airlines               | Сезонний чартер: Пальма-де-Майорка, Родос       |

## Пасажирообіг
Див. джерело запитів Вікіданих та джерела.